# Мянник, Харальд Александрович
Харальд Александрович Мянник (Harald Männik; 10 августа 1926, Vigala Rural Municipality или Tiduvere, Рапламаа — 7 декабря 2003, Таллин) — эстонский государственный и хозяйственный деятель, лауреат Государственной премии СССР (1975).

## Биография
Родился в Тидувере (Tiduvere) 10 августа 1926 года.
Окончил два курса Вана-Вигальского училища земледелия и садоводства, Янедский сельскохозяйственный техникум (1945), сельскохозяйственный факультет Тартуского государственного университета (1950) и Высшую партийную школу при ЦК КПСС (1961).
Трудовая деятельность:
- 1950—1952 заведующий экспериментальной фермой в Ворбусе.
- 1952—1953 зав. отделом животноводства Тартуского областного управления сельского хозяйства;
- 1953—1954 начальник Управления животноводства Министерства сельского хозяйства и закупок Эстонской ССР;
- 1953—1958 директор Кадринской МТС.
- 1961—1962 первый секретарь Тапинского райкома КПЭ,
- 1962—1965 год — заместитель, первый заместитель министра сельского хозяйства Эстонской ССР.
- 1965—1970 министр сельского хозяйства Эстонской ССР.
- 1970—1975 директор опорно-показательного совхоза «Вильянди»;
- 1975—1985 министр сельского хозяйства Эстонской ССР,
- 1985—1987 заместитель председателя Государственного агропромышленного комитета Эстонской ССР.

После выхода на пенсию вернулся на бывший отцовский хутор, взял в аренду 42 га земли и стал фермером.
Член КПСС с 1955 года; с 1961 по 1971 и с 1976 по 1990 год член ЦК КПЭ. Депутат Верховного Совета Эстонской ССР V, VI, VII, IX, X и XI созывов.
В 1975—1982 годах председатель президиума Федерации конного спорта Эстонии, в 1982—1987 годах — председатель президиума Общества садоводства и пчеловодства Эстонской ССР.
Умер в Таллине 7 декабря 2003 года, похоронен на Лесном кладбище.

## Награды и звания
- Три ордена Трудового Красного Знамени;
- Орден «Знак Почёта»;
- Государственная премия СССР (1975) — за разработку и внедрение прогрессивной технологии в мясном и молочном животноводстве на примере ЭССР;
- Государственная премия Эстонской ССР (1975);
- Заслуженный агроном Эстонской ССР (1969);
- Кандидат сельскохозяйственных наук (1970), тема диссертации «Возможности увеличения производства животноводческих продуктов с помощью концентратного типа кормления и интенсификации возделывания зерновых культур в условиях Эстонской ССР».